# Forêt d'Orient
Het Regionaal natuurpark Forêt d'Orient, (Frans: Parc Naturel régional de la Forêt d'Orient) is een regionaal natuurpark in het departement Aube (Frankrijk) gelegen nabij de stad Troyes. 

## Gebied
Het gebied omvat 56 gemeentes waarin ongeveer 23000 mensen woonachtig zijn. 
Speciaal aan dit gebied is de aanwezigheid van meerdere bufferbekkens met een totale oppervlakte van bijna 5000 hectare. 
- Lac Amance (500 ha), op de Aube
- lac du Temple (1 800 ha), op de Aube
- lac d'Orient (2 500 ha), op de Barse

Deze bufferbekkens hebben een belangrijke functie als recreatie- en natuurgebied.
Daarnaast is het Tempelierswoud (Forêt du temple) er gelegen. Dit is een bosdeel dat eigendom was van de Orde van de Tempeliers en bevatte een commanderij en enkele stuwmeertjes (visvijvers) en houthakkerijen. 
Enkele archeologische plaatsen zijn hier nog aanwezig.

## Fauna en Flora
In het Maison du Parc is een kleine tentoonstelling van enkele bijzondere bewoners van het natuurpark naast het archeologisch aspect van het gebied. 

### Fauna
- Zoogdieren - vos, edelhert, ree, wilde kat, wild zwijn
- Vogels[1] - kraanvogel, nachtegaal, kleine zilverreiger, boomleeuwerik, havik, visarend, bonte strandloper, gele kwikstaart, kwak, woudaap, wespendief, cirlgors, grauwe kiekendief, bruine kiekendief, blauwe kiekendief, krakeend, smient, slobeend, zwarte ruiter, zwarte ooievaar, waterspreeuw, kuifleeuwerik, wulp, wilde zwaan, fluitzwaan, slechtvalk, braamsluiper, tafeleend, grauwe vliegenvanger, stormmeeuw, grote zilverreiger, aalscholver, fuut, boomkruiper, kramsvogel, koperwiek, grote zaagbek, nonnetje, blauwe reiger, purperreiger, hop, orpheusspotvogel, snor, wielewaal, ijsvogel, kuifmees, zwarte wouw, rode wouw, kokmeeuw, krooneend, griel, grauwe gans, rietgans, kleine plevier, rietzanger, grijskopspecht, middelste bonte specht, zwarte specht, grauwe klauwier, roodkopklauwier, klapekster, parelduiker, roodkeelduiker, ijsduiker, zeearend, vuurgoudhaan, zwarte roodstaart, kleine karekiet, grote karekiet, bosrietzanger, wintertaling, Europese kanarie, visdief, roodborsttapuit, draaihals, kievit
- Amfibieën - vuursalamander
- Vissen - karper, snoek, brasem, rivierbaars, zeelt, snoekbaars, voorn, meerval

### Flora
- Bomen - zilverberk, beuk, zomereik